# Finale della Coppa CERS 1992-1993
La finale della 13ª edizione della Coppa CERS fu disputata in gara d'andata e ritorno tra gli italiani del Novara e del Thiene. Con il punteggio complessivo di 14 a 5 fu il Novara ad aggiudicarsi per la terza volta nella storia il trofeo, la seconda consecutivamente.

## Le squadre
| Squadre | Partecipazioni precedenti (il grassetto indica la vittoria) |
| ------- | ----------------------------------------------------------- |
| Novara  | 1984, 1985, 1992                                            |
| Thiene  | Nessuna                                                     |

## Il cammino verso la finale
Il Novara si qualificò alla finale con i seguenti risultati:
- Ottavi di finale: eliminato il Wimmis (vittoria per 20-2 all'andata e per 28-3 al ritorno);
- Quarti di finale: eliminata il Bassano (vittoria per 4-2 all'andata e per 11-2 al ritorno);
- Semifinale: eliminato il Dominicos (vittoria per 15-3 all'andata e sconfitta per 6-4 al ritorno).

Il Thiene si qualificò alla finale con i seguenti risultati:
- Ottavi di finale: eliminato il Callac (vittoria per 16-4 all'andata e per 18-3 al ritorno);
- Quarti di finale: eliminato il Turquel (vittoria per 7-3 all'andata e per 10-4 al ritorno);
- Semifinale: eliminata il Barcellona (sconfitta per 7-5 all'andata e sconfitta per 6-4 al ritorno).

## Tabellini

### Andata
| Novara 27 maggio 1993 | Novara | 8 – 2 | Thiene | Palasport Dal Lago |

### Ritorno
| Thiene 5 giugno 1993 | Thiene | 3 – 6 | Novara | PalaCeccato |